# Julia Pruszak
Julia Pruszak-Kowalewska – polska śpiewaczka operowa: sopran, solistka Opery Nova w Bydgoszczy.

## Edukacja
W 2017 roku ukończyła Akademię Muzyczną w Gdańsku (dyplom z wyróżnieniem w klasie śpiewu prof. Ewy Marciniec). Kształciła się również pod kierunkiem takich pedagogów śpiewu jak: Krasimira Stojanowa, Andrew Watts, Kałudi Kałudow, Izabella Kłosińska oraz Helena Łazarska.

## Działalność artystyczna
Już w czasie studiów występowała na scenach i estradach w Polsce m.in. zadebiutowała w roli Mimi („Cyganeria” G. Pucciniego) w Operze Bałtyckiej w Gdańsku
Jest laureatką wielu prestiżowych nagród m.in.
- I nagrody na I Ogólnopolskim Konkursie Wokalnym „Bella Voce”[9]
- I nagrody na VI Festiwalu Włoskiej Muzyki Operowej „Bel canto per sempre” w konkursie „W drodze do La Scali”[4]
- III nagrody na V Międzynarodowym Konkursie im. Jana Kiepury w Krynicy Zdroju[10]
- III nagrody na IV Ogólnopolskim Konkursie Wokalnym im. Krystyny Jamroz[11]
- III nagrody w VII Ogólnopolskim Konkursie Wokalnym Impressio Art.[12]
- I nagrodę na VI Ogólnopolskim Konkursie Wokalnym w Drezdenku[13]
- II nagrodę na I Ogólnopolskim konkursie im. Stanisława Moniuszki w Gdańsku[14]

Od sezonu artystycznego 2018/2019 zatrudniona jako solistka w Operze Nova w Bydgoszczy.